# أليسون فالك
أليسون فالك (بالإنجليزية: Allison Falk)‏ (31 مارس 1987 في الولايات المتحدة - ) هي لاعبة كرة قدم أمريكية في مركز الدفاع. لعبت مع سكاي بلو وPhiladelphia Independence ‏ وCalifornia Storm ‏ وLos Angeles Sol ‏.

## وصلات خارجية
- أليسون فالك على موقع قاعدة بيانات كرة القدم.إي يو (الإنجليزية)
- أليسون فالك على موقع Soccerway.com (الإنجليزية)
- أليسون فالك على موقع عالم كرة القدم.نت (الإنجليزية)